# LEVEL-5
Level-5（日语：レベルファイブ）是一間獨自運作的日本電玩遊戲開發與發行公司，開發的遊戲多以獨特的卡通風格著稱，初始以《闇黑之雲》打開知名度，後來與史克威爾艾尼克斯合作開發《勇者斗恶龙VIII 天空、碧海、大地与被诅咒的公主》而廣為人知。

## 公司歷史
公司於1998年10月成立，設立於福岡縣，社長是日野晃博，成立當時只是一間小型的開發公司，後在SCE注資下開發PS2平台的遊戲《闇黑之雲》，此作在全世界達成150萬套以上的銷售量，有了個好的開始。
後來又接著推出《黑暗編年史》這款動作角色扮演遊戲，以其特殊的卡通式手法，加上許多原創的設計與遊戲性，達成全球銷量接近百萬份的成績。其後應史克威尔艾尼克斯的要求開發《勇者鬥惡龍VIII 陸海空與被詛咒的公主》，讓Level-5一舉在業界獲得成功。
後來Level-5著重在NDS平台，開發出包括《雷頓教授系列》、《閃電十一人》等發展為系列作的遊戲。2008年發表與日本的動畫界巨頭吉卜力工作室合作，開始研發一款新的遊戲系列《第二國度》，首作於2010年12月9日發行。
2015年在美国加利福尼亚州建立分公司Level-5 abby，将负责Level-5旗下作品的多媒体开发。2017年1月在香港开设Level-5 abby Hong Kong。
2017年6月，Level-5宣布收购著名游戏制作人稻船敬二的工作室comcept，将之更名为Level-5 comcept。

## 遊戲發售

### 任天堂DS用軟體
- 《勇者鬥惡龍IX 星空的守護者》（2009年7月11日、史克威爾艾尼克斯）
- 《第二國度 漆黑的魔導士》（2010年12月9日）
- 《雷頓教授》系列
  - 《雷頓教授與不可思議的小鎮》（2007年2月15日）
  - 《雷頓教授與惡魔之箱》（2007年11月29日）
  - 《雷頓教授與最後的時間旅行》（2008年11月27日）
  - 《雷頓教授與魔神之笛》（2009年11月26日）
- 《閃電十一人》系列
  - 《閃電十一人》（2008年8月22日）
  - 《閃電十一人2 威脅的侵略者 烈火版／寒冰版》（2009年10月1日）
  - 《閃電十一人3 邁向世界的挑戰 閃光版／炸彈版》（2010年7月1日）
  - 《閃電十一人3 邁向世界的挑戰 王牙版》（2010年12月16日）
- 《ATAMANIA》系列
  - 《史隆與麥克海爾的神秘故事》（2009年5月21日）
  - 《史隆與麥克海爾的神秘故事 2》（2009年9月3日）
  - 《多湖輝的頭腦體操》 第1集（2009年6月18日）
  - 《多湖輝的頭腦體操》 第2集（2009年6月18日）
  - 《多湖輝的頭腦體操》 第3集（2009年10月3日）
  - 《多湖輝的頭腦體操》 第4集（2009年10月3日）

### 任天堂3DS用軟體
- 《雷頓教授》系列
  - 《雷頓教授與奇蹟假面》（2011年2月26日）
  - 《雷頓教授VS逆轉裁判》（2012年11月29日）
  - 《雷顿教授与超文明A的遗产》（2013年2月28日）
  - 《雷頓的神秘之旅 卡翠愛兒與大富翁的陰謀》（2017年7月20日）
- 《GUILD》系列
  - 《GUILD 01》（2012年5月31日）
  - 《GUILD 02》（2013年3月13日，19日，27日）
- 《閃電十一人GO》（2011年12月15日）
- 《少女RPG：灰姑娘生活》（ 2012年3月8日）
- 《紙箱戰機 爆Boost》（2012年7月5日）
- 《時光旅行者》（2012年7月12日）
- 《奇幻生活》（2012年12月27日）
- 《妖怪手錶》系列
  - 《妖怪手錶》（2013年7月11日）
  - 《妖怪手錶2 元祖/本家》（2014年7月10日）
  - 《妖怪手錶2 真打》（2014年12月13日）
  - 《妖怪手表3 寿司/天妇罗》（2016年7月16日）
  - 《妖怪手表3 寿喜烧》（2016年12月15日）
- 《零食世界》（2017年7月13日）

### Wii用軟體
- 《閃電十一人 王牌前鋒》（2011年7月16日）
- 《閃電十一人 王牌前鋒 2012 Xtreme》（2011年12月22日）
- 《閃電十一人GO 王牌前鋒 2013》（2012年12月20日）

### PlayStation 2用軟體
- 《闇黑之雲》（2000年12月14日、SCE）
- 《黑暗編年史》（2002年11月28日、SCE）
- 《俠盜銀河》（2005年12月8日、SCE）
  - 《俠盜銀河 導演版》（2007年3月21日、SCE）
- 《勇者斗恶龙VIII 天空、碧海、大地与被诅咒的公主》（2004年11月27日、史克威爾艾尼克斯）

### PlayStation Portable用軟體
- 《聖女貞德》（2006年11月22日、SCE）
- 《紙箱戰機》（2011年3月17日）
- 《紙箱戰機 BOOST》（2011年11月23日）
- 《紙箱戰機W》（2012年）
- 《時光旅行者》（2012年7月19日）
- 《機動戰士GUNDAM AGE》 RPG（2012年夏預定、バンダイナムコゲームス）

### PlayStation 3用軟體
- 《白騎士物語 遠古的鼓動》（2008年12月25日、SCE）
  - 《白騎士物語 遠古的鼓動 EX 版》（2009年10月8日、SCE）
- 《白騎士物語 光與闇的覺醒》（2010年7月8日、SCE）
- 《第二國度 白色聖灰的女王》（2011年11月17日）

### PlayStation Vita用軟體
- 《時光旅行者》（2012年7月12日）

### Xbox用軟體
- 《真夢生活 Online》（開發中止、Microsoft）

### PlayStation 4用軟體
- 《第二國度II 王國再臨》（2018年3月23日）
- 《妖怪手錶4 ++》（2019年12月9日）
- 《百万吨级武藏W》（2024年4月25日）

### PlayStation 5用软件
- 《百万吨级武藏W》（2024年4月25日）
- 《奇幻生活ｉ 轉圈圈的龍和偷取時間的少女》（2025年5月22日）
- 《閃電十一人 英雄們的勝利之路》（2025年8月22日）
- 《DecaPolice》（2026年后）

### 任天堂Switch用軟體
- 《妖怪手錶4 我們仰望着同一片天空》（2019年6月20日）
- 《第二國度II 王國再臨  All In One Edition》（2021年9月16日）
- 《百万吨级武藏》（2021年11月11日）
- 《百万吨级武藏W》（2024年4月25日）
- 《雷頓教授與蒸氣新世界》（2025年）
- 《奇幻生活ｉ 轉圈圈的龍和偷取時間的少女》（2025年5月22日）
- 《閃電十一人 英雄們的勝利之路》（2025年8月22日）
- 《DecaPolice》（2026年后）

### 任天堂Switch 2用软件
- 《雷頓教授與蒸氣新世界》（2025年）
- 《閃電十一人 英雄們的勝利之路》（2025年8月22日）

### Xbox One用软件
- 《第二國度 白色聖灰的女王》（2022年9月15日）
- 《第二國度II 王國再臨  All In One Edition》（2023年3月21日）

### Xbox Series X/S用软件
- 《第二國度 白色聖灰的女王》（2022年9月15日）
- 《第二國度II 王國再臨  All In One Edition》（2023年3月21日）
- 《奇幻生活ｉ 轉圈圈的龍和偷取時間的少女》（2025年5月22日）
- 《閃電十一人 英雄們的勝利之路》（2025年8月22日）

### 智能手机游戏
- 《雷顿7》
- 《雷顿兄弟:迷之屋》
- 《幻想生活2》
- 《閃電11人SD》
- 《妖怪三国志》

## 外部連結
- （日語） LEVEL-5 官方網站（页面存档备份，存于）